# Pacyficzka złotawa
Pacyficzka złotawa, melanezyjka (Neolalage banksiana) – gatunek małego ptaka z rodziny monarek (Monarchidae). Endemiczny dla Vanuatu, gdzie jego naturalnym środowiskiem są głównie subtropikalne lub tropikalne wilgotne lasy nizinne. Nie jest zagrożony wyginięciem.

## Taksonomia i systematyka
Pacyficzka złotawa jest jedynym przedstawicielem rodzaju Neolalage Mathews, 1928. Jest to gatunek monotypowy, tj. nie wyróżnia się podgatunków. Został pierwotnie opisany w rodzaju Lalage z gąsienicojadami, w obrębie rodziny liszkojadów (Campephagidae).

## Morfologia
Efektownie ubarwiony ptak z jasnozłotym brzuchem, białą głową i czarnym grzbietem, czupryną i pasem na piersi. Ogon czarny z białą końcówką, kuper biały. Skrzydła czarne z dużymi białymi płatami. Długość ciała 15 cm.
Samica przypomina samca, ale jest bardziej blada z mniejszą ilością bieli na górnych partiach skrzydeł.
Młode osobniki są podobnie ubarwione, ale górna część ciała jest przeważnie brązowo-czarna z ciemnymi cętkami na twarzy i skrzydłach oraz szarawymi, raczej niż białymi obszarami. Dziób jest żółtawy.

## Występowanie
Vanuatu wraz z Wyspami Banksa. Występuje w większości zalesionych siedlisk do 1200 m n.p.m., w tym na plantacjach, w wiejskich ogrodach i gęstych wilgotnych zaroślach. Zasięg występowania (Extent of Occurrence, EOO) to 51 700 km².

## Zachowanie
Ptak jest zwykle widywany samotnie lub w parach, ale czasami zdarzają się małe grupy i często dołącza do stad mieszanych gatunków. Często ukrywa się w pokrywie roślinnej. Nie wiadomo, jak wyglądają toki. Można jednak przypuszczać, że bogaty kolorowy wzór upierzenia jest podkreślany przez odpowiednio dobrane pozy. Podwinięty ogon ukazuje czarno-biały wzór ogona. Pokazom prawdopodobnie towarzyszą śpiewy.
Gatunek osiadły, nie migruje.

## Pożywienie
Zwykle żeruje nisko, często machając ogonem i pozostając w ciągłym ruchu. Zachowanie odróżnia go od na pozór podobnej fletówki melanezyjskiej.
Aktywnie żeruje, przeskakując z gałęzi na gałąź i wykonując krótkie loty. Jest bardzo zwinny w locie podczas poszukiwania owadów.

## Status zagrożenia
Chociaż gatunek ten może mieć ograniczony zasięg, nie uważa się, aby zbliżał się do progów dla gatunków narażonych na podstawie kryterium wielkości zasięgu. Trend populacji wydaje się lekko spadkowy. Wielkość populacji nie została określona ilościowo, ale uważa się, że nie zbliża się ona do progu zagrożenia na podstawie kryterium wielkości populacji. Z tych powodów gatunek ten jest oceniany jako najmniejszej troski (LC – ang. least concern) przez Międzynarodową Unię Ochrony Przyrody.